# Pin nguyên tử
Pin nguyên tử (tiếng Anh: Atomic battery, hay còn gọi là pin tritium) là loại pin sử dụng nguồn năng lượng từ phóng xạ của một đồng vị phóng xạ để sinh ra điện. Quá trình này giống lò phản ứng hạt nhân sinh ra điện năng từ năng lượng nguyên tử, nhưng điểm khác là nó không sử dụng phản ứng dây chuyền nguyên tử. So với các loại pin khác, pin nguyên tử có giá thành rất cao nhưng có tuổi thọ rất lâu và nguồn năng lượng cao, chúng thường được sử dụng cho các thiết bị cần hoạt động trong thời gian dài như các thiết bị vũ trụ, hệ thống dưới nước, trạm nghiên cứu ở những nơi hẻo lánh trên thế giới.
Thành phần hoạt chất trong pin nguyên tử là tritium. Bức xạ gây ra do sự phân hủy tritium , được coi là an toàn, và không làm hại ngay cả những lớp trên cùng của da. Các nhà sản xuất cam kết pin này có thể chịu được nhiệt độ từ -50 độ C đến 150 độ C và điện áp hoàn toàn ổn định trong bất cứ điều kiện nào cũng không thay đổi. Chiếc pin nguyên tử để sạc điện thoại một thành công lớn của kỹ thuật nano. Đây là loại pin thông dụng dùng trong các đồ điện tử có khả năng cung cấp nguồn điện 50 đến 300 nA và sử dụng liên tục trong 20 năm.